# Viaduc du Chavanon
Pour les articles homonymes, voir Chavanon (homonymie).
Le viaduc du Chavanon est un pont suspendu autoroutier français qui franchit la vallée du Chavanon entre les communes de Merlines dans le département de la Corrèze et de Messeix dans le Puy-de-Dôme.
Il surplombe une vallée classée ZNIEFF et marque la limite symbolique du passage du Limousin à l'Auvergne sur l'autoroute française A89. De plus, il possède la particularité d'être le seul pont suspendu construit en France entre 1970 et 2000.
Inauguré en 2000, le pont a une portée principale de 300 mètres, ce qui en fait le troisième pont suspendu le plus long de France, après le pont de Tancarville et le pont d'Aquitaine.
Le viaduc se situe à deux kilomètres à l'est des viaducs de la Barricade et des Bergères.

## Description
Le viaduc du Chavanon, situé sur l'autoroute française A89, aussi appelée la Transeuropéenne, est un pont suspendu à suspension axiale et dont le tablier ne présente aucun appui sur pylône, ce qui est une première mondiale. Il mesure au total 360 m et la travée centrale de 300 m culmine à 100 m au-dessus des eaux du Chavanon.

Élévation (données en mètres).

Coupe (données en mètres).

La construction a débuté en septembre 1997 et l'ouvrage fut inauguré le 3 mars 2000. C'est le groupement d'entreprises GTM pour la partie génie-civil et Cimolai SpA pour la partie structure métallique, qui ont réalisé l'ouvrage

### Suspension (technique de construction)
Le tablier est suspendu au moyen d'une suspension axiale constituée d'un double câble avec 122 torons. Ce type de suspension permet d'offrir aux automobilistes une vue dégagée du paysage.

## Coût du projet
L'ouvrage dans sa globalité a coûté 210 millions de francs (32 millions d'euros) et a nécessité près de 140 000 heures de travail.

## Sources et références
1. 1 2  Construction moderne, ouvrages d'art - Viaduc du Chavanon : un pont emblématique entre le Limousin et l’Auvergne (2000), p. 15
2. ↑  A89 - Le viaduc du Chavanon-Quand la réalité rejoint la théorie (2001)
3. ↑  « Le viaduc du Chavanon », sur Planete-tp.com (consulté le 18 juillet 2010).
4. ↑  (it) « Viadotto Chavanon : fiche technique & photos », sur Cimolai SpA (consulté le 11 novembre 2018).